# Hot Chip
Hot Chip är en Grammy-nominerad brittisk musikgrupp från London, bildad 2000.
Musiken kan beskrivas som dansant electronica med ett poppigt anslag. Influenser som till exempel Devo, Phil Spector, Royal Trux, Kraftwerk och Afrika Bambaataa kan höras i deras musik.
Hot Chips andra studioalbum, The Warning, fick utmärkelsen "Årets album" av det brittiska musikmagasinet Mixmag, och Made in the Dark fick utmärkelsen "Månadens album" av samma tidskrift.

## Diskografi (urval)
Studioalbum
- 2004 – Coming on Strong
- 2006 – The Warning
- 2008 – Made in the Dark
- 2010 – One Life Stand
- 2012 – In Our Heads
- 2015 – Why Make Sense?
- 2019 – A Bath Full of Ecstasy
- 2022 – Freakout/Release

EP-skivor
- Mexico EP (2000)
- Sanfrandisco E-Pee (2002)
- Down with Prince (2003)
- The Barbarian EP (2005)

Singlar (topp 100 på UK Singles Chart)
- "Over and Over" (2006) (#32)
- "Boy from School" (2006) (#40)
- "Ready for the Floor" (2008) (#6)
- "One Pure Thought" (2008) (#53)
- "One Life Stand" (2010) (#41)

## Galleri

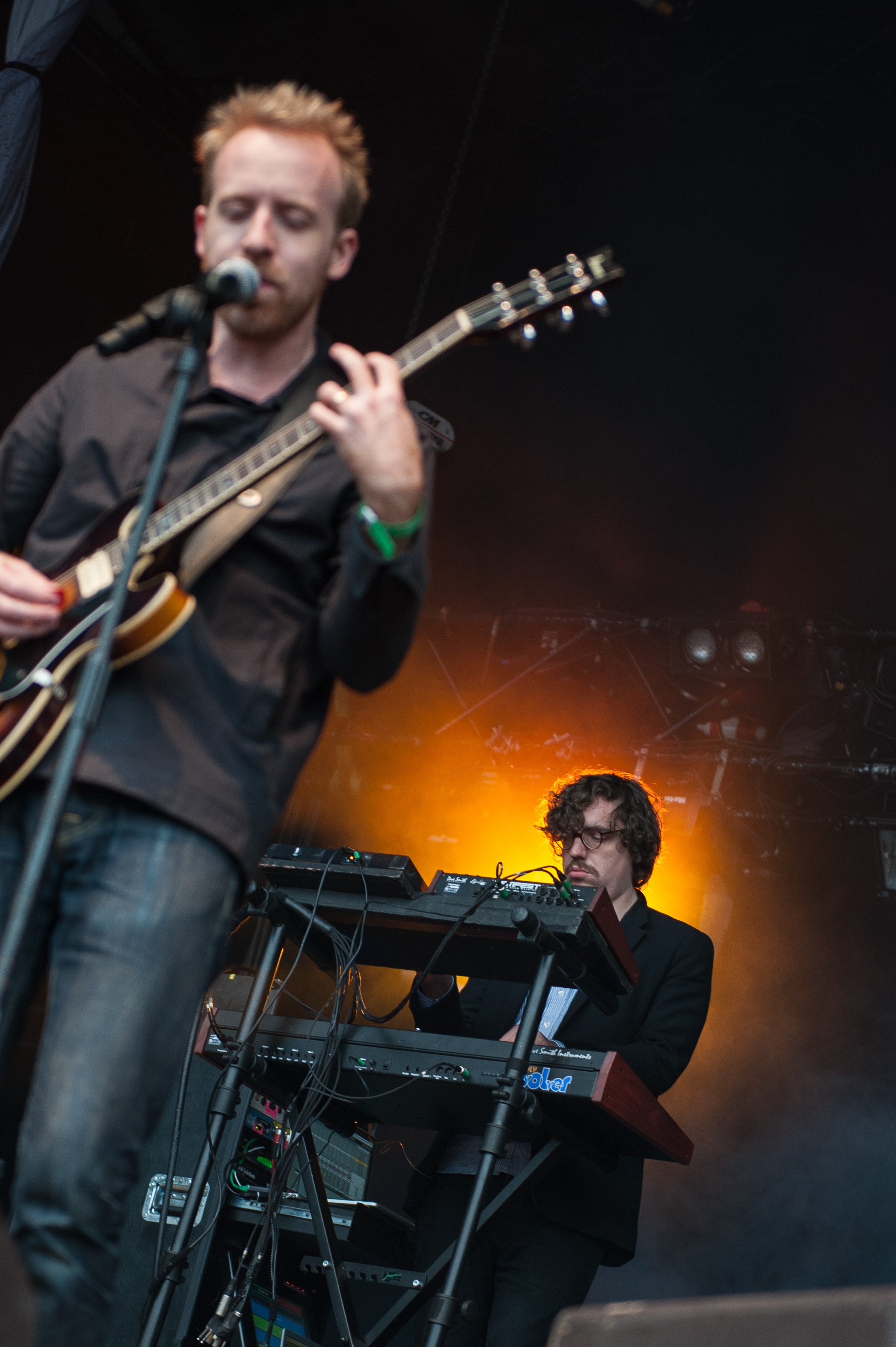
Al Doyle och Felix Martin
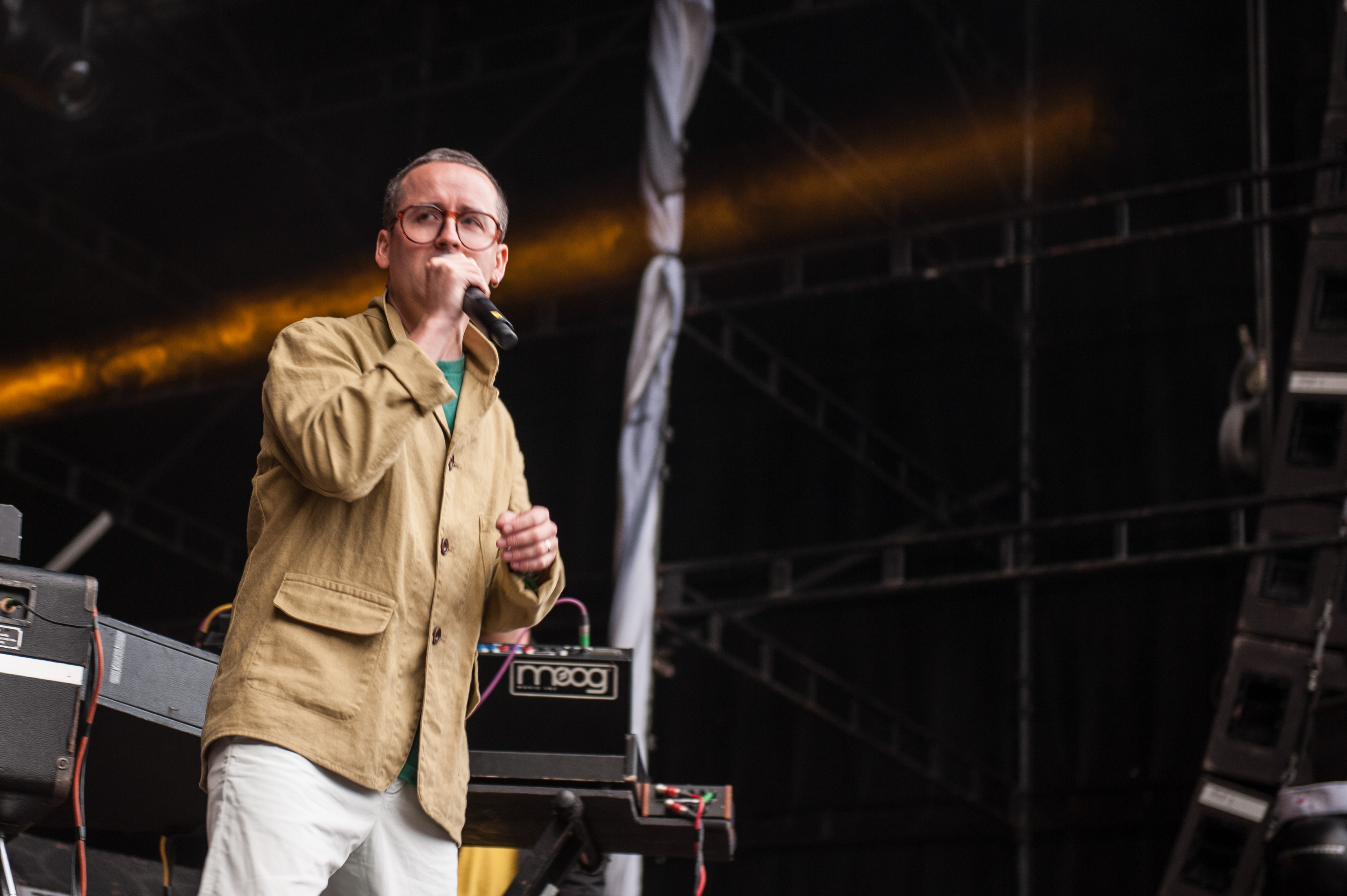
Alexis Taylor
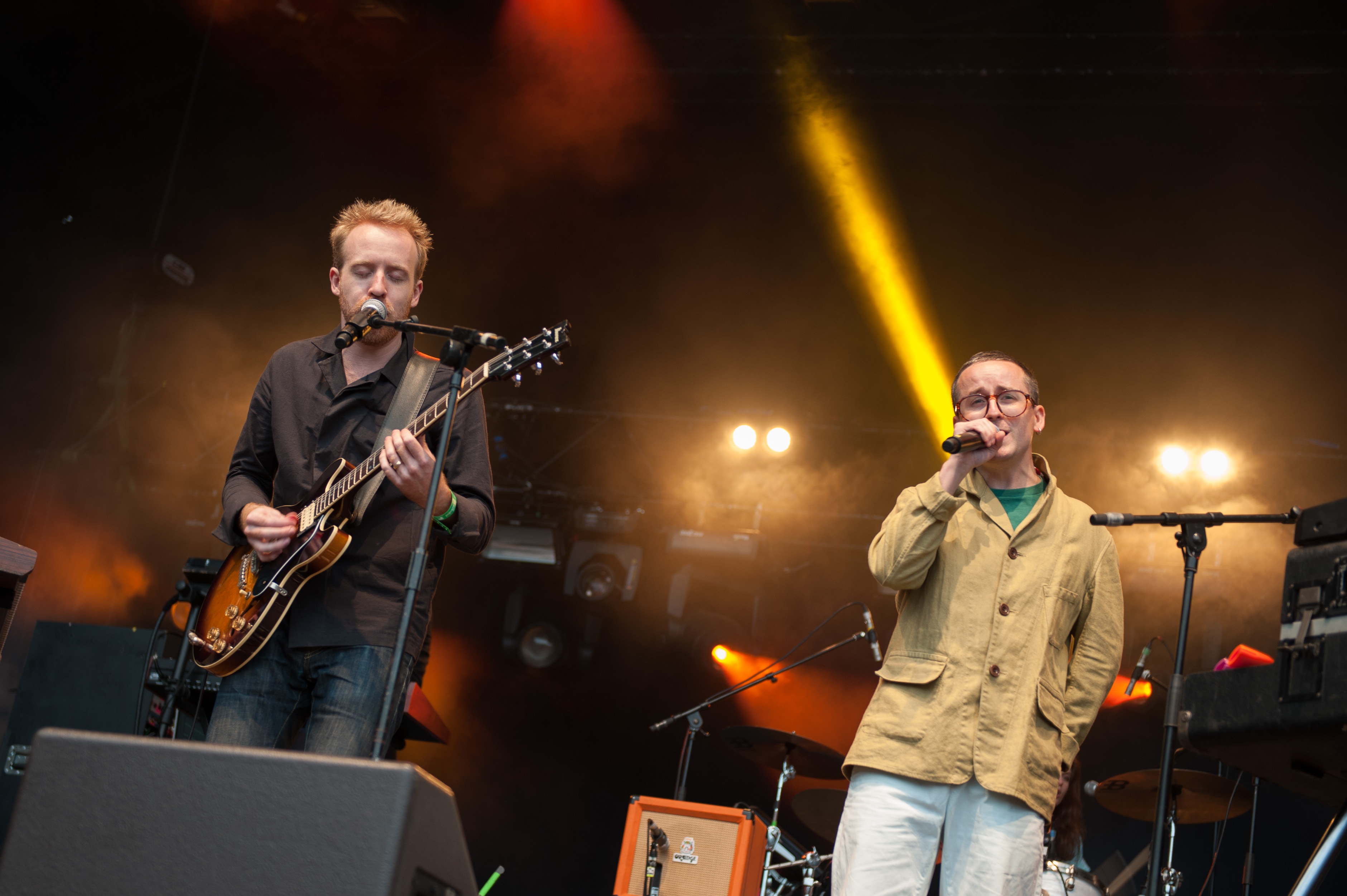
Al Doyle och Alexis Taylor
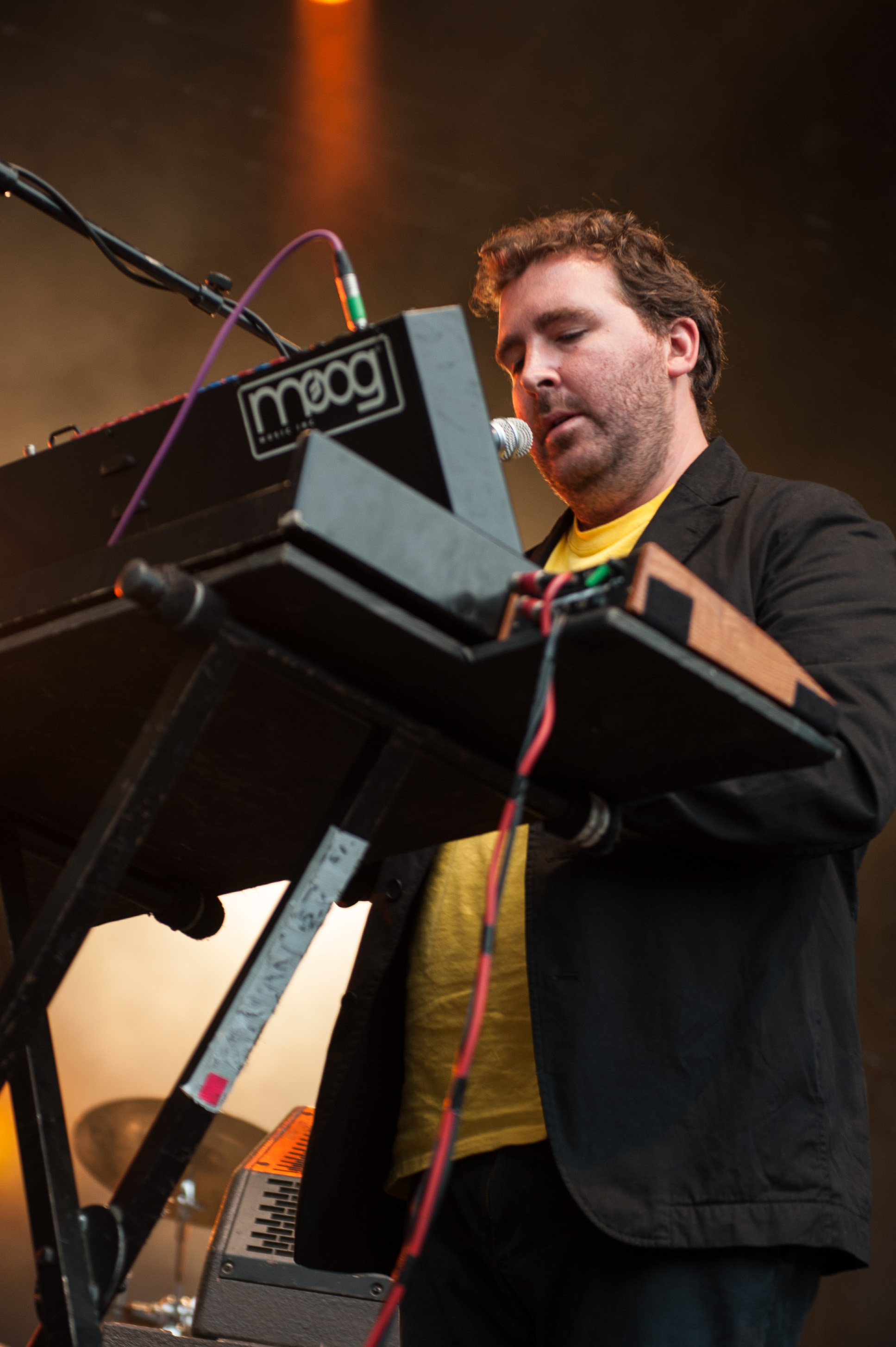
Joe Goddard